# Clubiona zhui
Clubiona zhui är en spindelart som beskrevs av Xu, Yang och Song 2003. Clubiona zhui ingår i släktet Clubiona och familjen säckspindlar. Inga underarter finns listade i Catalogue of Life.